# 존 더스티 킹

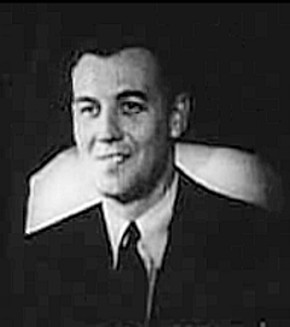

존 더스티 킹(John 'Dusty' King, 1909년 7월 11일 ~ 1987년 11월 11일)은 미국의 배우, 영화배우, 가수이다.
신시내티에서 태어났으며 샌디에이고에서 사망하였다.

## 영화
- 삼총사 (1939년)
- 쓰리 스마트 걸스 (1936년)
- 에이스 드러몬드 (1936년)